# Льнозавод (Калужская область)
Льнозавод — село в Износковском районе Калужской области России. Административный центр сельского поселения «Село Льнозавод».

## География
Расположено у реки Изверь. Рядом — Аксеново, Тетево, разъезд и деревня Кошняки.
Рядом станция 84-й километр Смоленского направления Московской железной дороги.

## Население
| 2002 | 2010 |
| ---- | ---- |
| 171  | ↗187 |

## История
В 1782 на месте села находилась деревня Кишнево дворцовой Морозовской волости Медынского уезда.